# Royaume de Bali
914–1908
Entités suivantes :
- Indes orientales néerlandaises

Le royaume de Bali est une succession de royaumes hindous-bouddhistes ayant eu, au fil de l'Histoire, le contrôle de tout ou partie de l'île de Bali dans les petites îles de la Sonde en Indonésie.

## Premier royaume

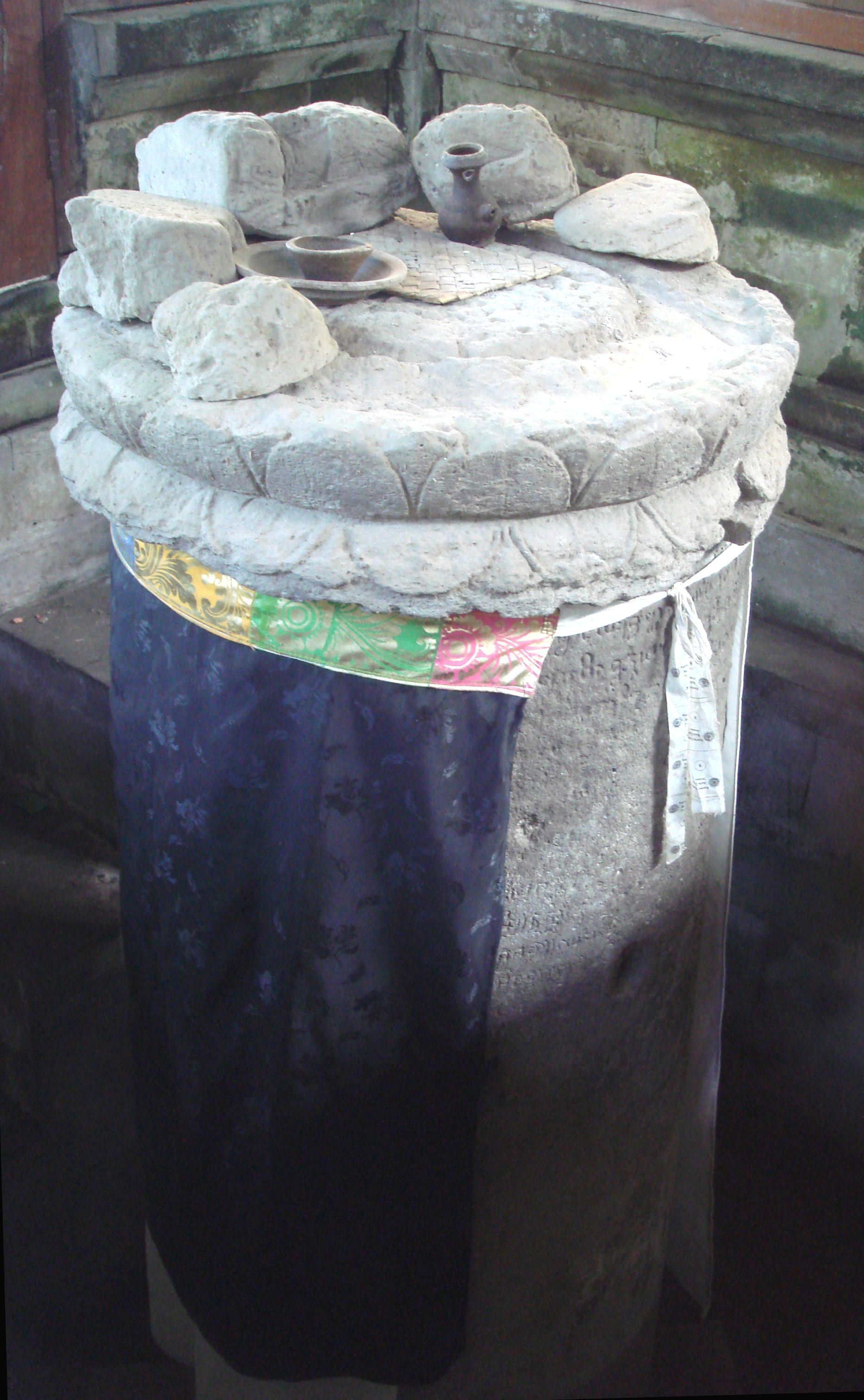
Pilier de Belanjong

L'île de Bali est peuplée depuis la Préhistoire. L'inscription du pilier de Belanjong découvert au sud de la plage de Sanur, qui date du début du Xe siècle, est la trace la plus ancienne du royaume de Bali. Elle a été apposée par Sri Kesari Warmadewa. Selon elle, Sri Kesari était roi bouddhiste de la dynastie Sailendra qui a mené une expédition militaire pour établir un royaume bouddhiste mahāyāna sur l'île. Deux autres inscriptions de Sri Kesari, trouvées dans les terres, suggèrent un conflit avec les habitants des montagnes. Sri Kesari est considéré comme le fondateur de la dynastie Warmadewa qui a défait le précédent chef de Bali, qui dirigeait l'île depuis plusieurs générations avant l'expansion javanaise.
Il semble que la première cour eut été établie à Sanur. Le pouvoir politique, religieux et culturel s'est ensuite déplacé à Bedulu. Le temple de Goa Gajah, près d'Ubud, a été construit à la même période. Il présente une combinaison d'images hindoues et bouddhistes qui montrent que les deux religions étaient alors pratiquées sur l'île.

## Liens avec Java

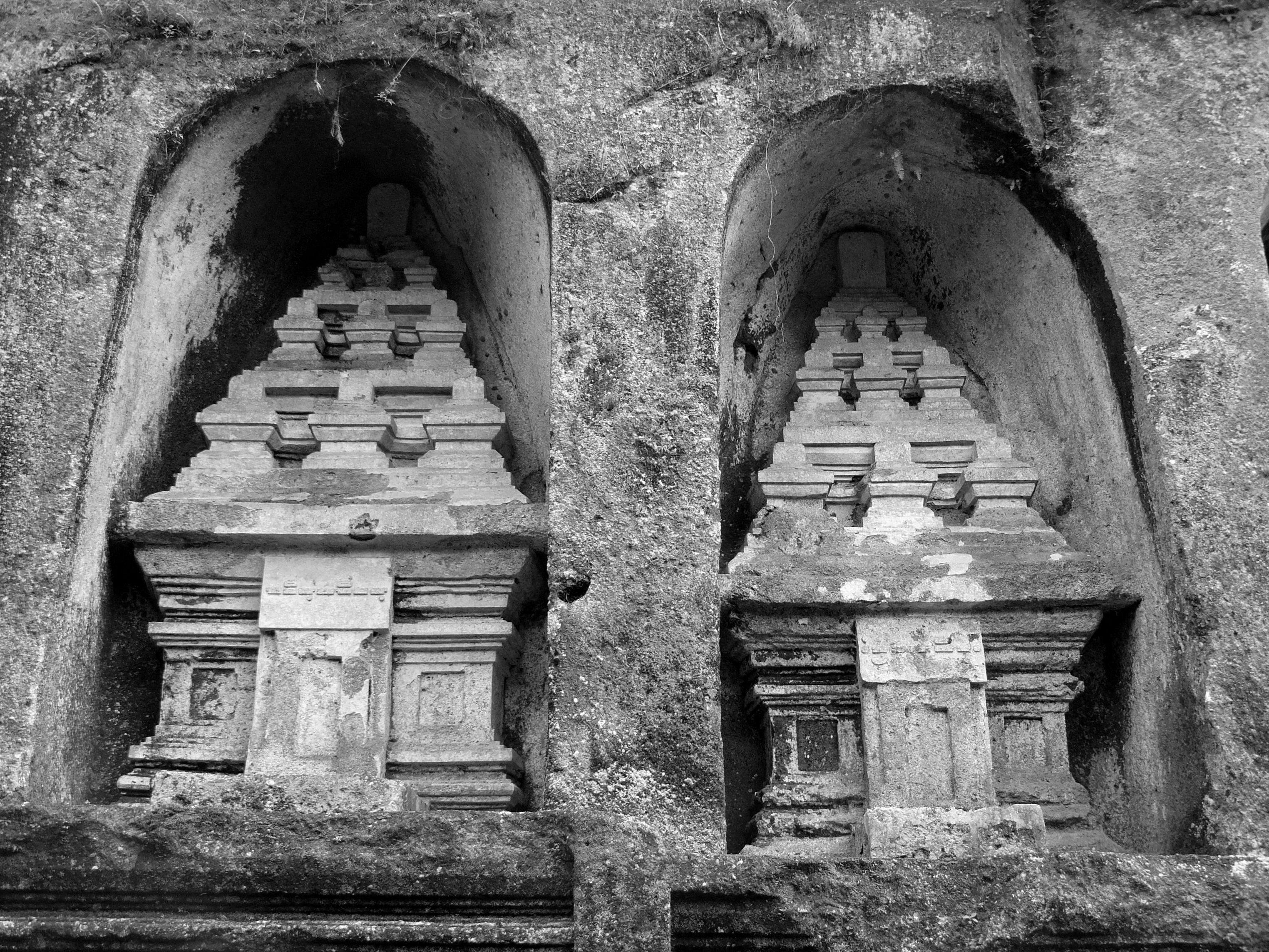
Gunung Kawi

Dans la seconde moitié du Xe siècle, Bali était dirigé par le roi Udayana Warmadewa et sa reine Mahendradatta, princesse de la dynastie Isyana du Java occidental. Mahendradatta était la fille du roi Sri Makutawangsawarddhana et la sœur du roi Dharmawangsa de l'ancien royaume de Mataram. La présence d'une reine javanaise à la cour balinaise suggère, soit que Bali avait fait alliance avec le Java occidental, soit qu'elle en était le vassal. Le couple royal balinais est parent du célèbre roi de Java, Airlangga, qui régna sur Kahuripan. Ce sont les frères d'Airlangga, Marakata et, plus tard, Anak Wungsu qui ont hérité du trône de Bali.
Le sanctuaire de Gunung Kawi à Tampaksiring a été construit à cette période et est un exemple de temple d'inspiration javanaise. La dynastie Warmadewa continua à diriger Bali jusqu'au XIIe siècle avec les règnes de Jayasakti (1146-1150) et Jayapangus (1178-1181). Les contacts avec la Chine impériale sont importants à cette époque. Des pièces chinoises appelées kepeng sont largement utilisées dans l'économie balinaise. Jayapangus a même épousé une princesse chinoise.
Les conditions de transition avec la dynastie suivante sont connues de manière plus parcellaires. On sait que l'île est devenue plus indépendante de Java. Au XIIIe siècle, Bali apparaît dans des sources javanaises. En 1284, le roi Kertanagara lança une attaque contre les chefs balinais pour intégrer l'île au royaume de Singasari. À la suite de la mort de Kertanagara dans la rébellion de Gelang-gelang en 1292 et la chute Singhasari, Bali regagna finalement son indépendance vis-à-vis de Java.

## Période Majapahit

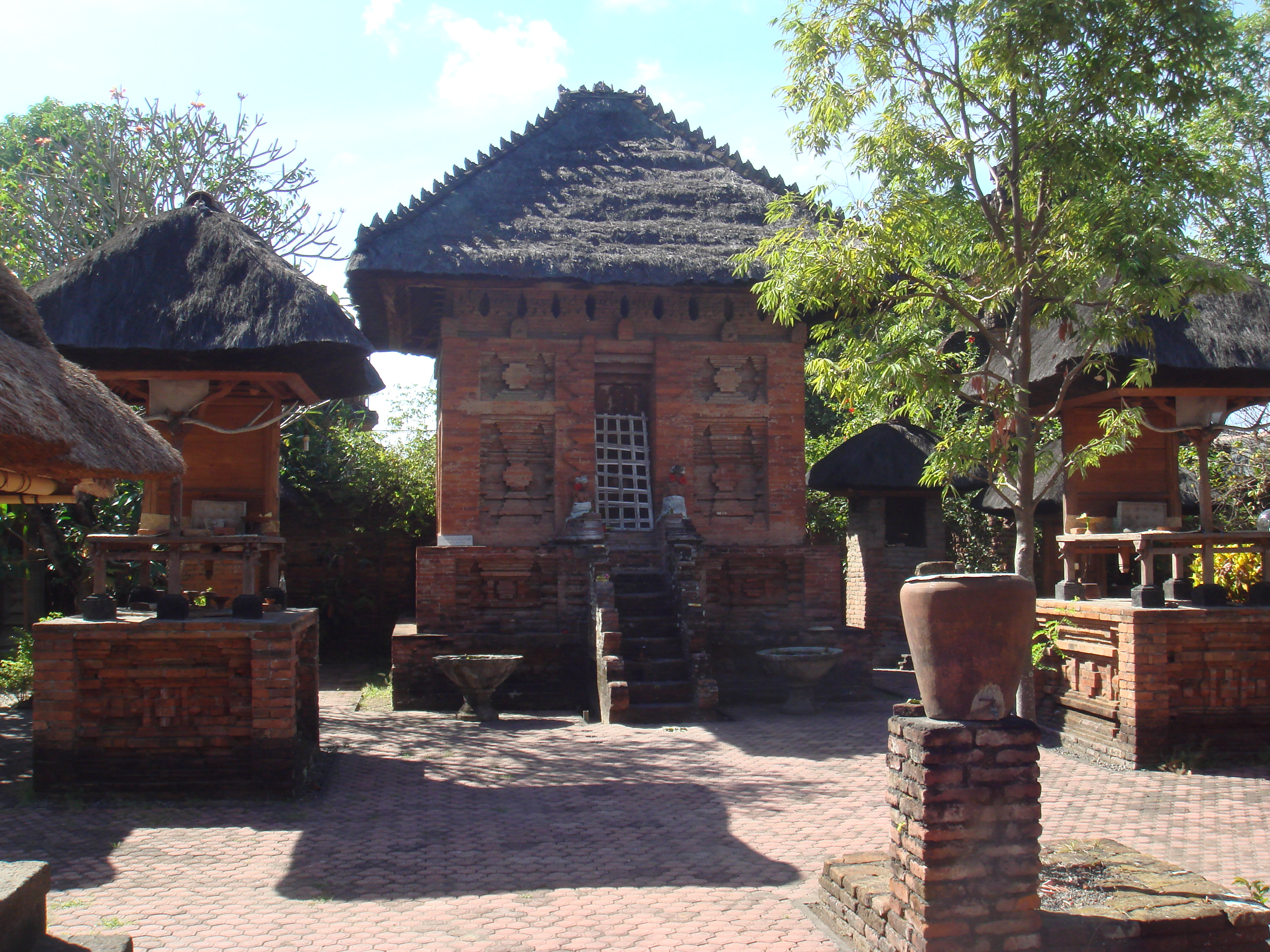
Pura Maospahit (« temple Majapahit ») de Denpasar dont la construction en briques est typique de l'architecture Majapahit

D'après la Babad Arya Tabanan, en 1342, Majapahit envoya des troupes contre Bali. Celles-ci étaient menées par Gajah Meda assisté du général Arya Damar, régent de Palembang. Après sept mois de batailles, les forces Majapahit défirent le roi balinais à Bedulu en 1343. Après la conquête de l'île, le pouvoir fut transmis aux jeunes frères d'Arya Damar : Arya Kenceng, Arya Kutawandira, Arya Sentong et Arya Belog. Arya Kenceng dirigea ses frères pour administrer Bali. Il est l'ancêtre des rois balinais des maisons royales de Tabanan et Bandung.
Avec la chute de Majapahit du XVe siècle au XVIe siècle, des nobles, des artisans et des prêtres se réfugièrent dans les montagnes de Bali. Durant cette période, l'influence de Majapahit sur la culture balinaise fut très importante.

## Période de Gelgel

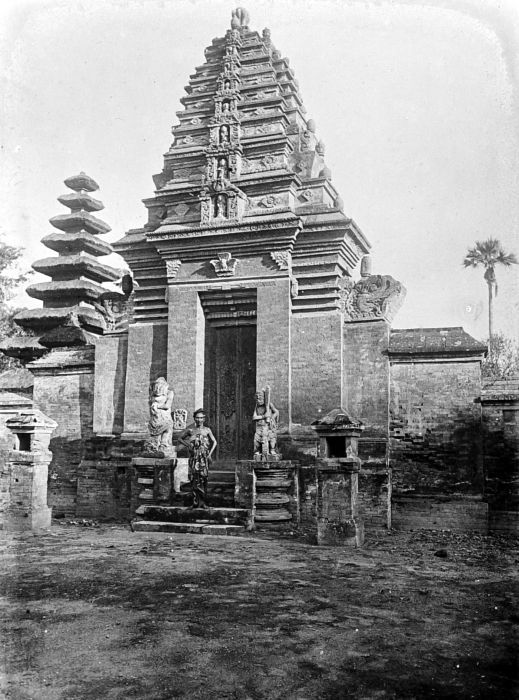
Porte de Gelgel

D'après la Babad Dalem composée au XVIIIe siècle, la conquête de Bali par Majapahit a été suivie de l'installation d'une dynastie vassale à Samprangan. Cet événement a eu lieu au milieu du XIVe siècle. Le premier roi de Samprangan, Sri Aji Kresna Kepakisan, a eu trois fils. L'aîné, Dalem Samprangan, prit sa suite mais fut jugé incompétent. Son frère établit alors une nouvelle cour à Gelgel qui surpassa celle de Samprangan.
Le premier contact européen avec Bali eut lieu en 1512 quand l'expédition portugaise menée par Antonio Abreu et Francisco Serrão atteignit la côte nord de l'île. C'est à cette occasion que Francisco Rodrigues cartographia Bali.
Au XVIe siècle, la cour de Gelgel devint très puissante dans la région. Gelgel atteignit son apogée pendant le règne de Dalem Baturenggong qui étendit le royaume à Lombok, à l'ouest de Sumbawa et même à Blambangan dans l'est de Java. L'influence hindouiste de Gelgel sur l'île de Java attira l'attention du sultan de Mataram qui attaqua Blambangan en 1639. Gelgel soutint Blambangan contre l'expansion musulmane de Mataram. La même année, Blambangan fut finalement conquise mais retrouva rapidement son indépendance et rejoignit à nouveau le royaume de Bali du fait de la mort du sultan de Mataram dont la succession provoquait des désordres internes.

## Période des Neuf Royaumes

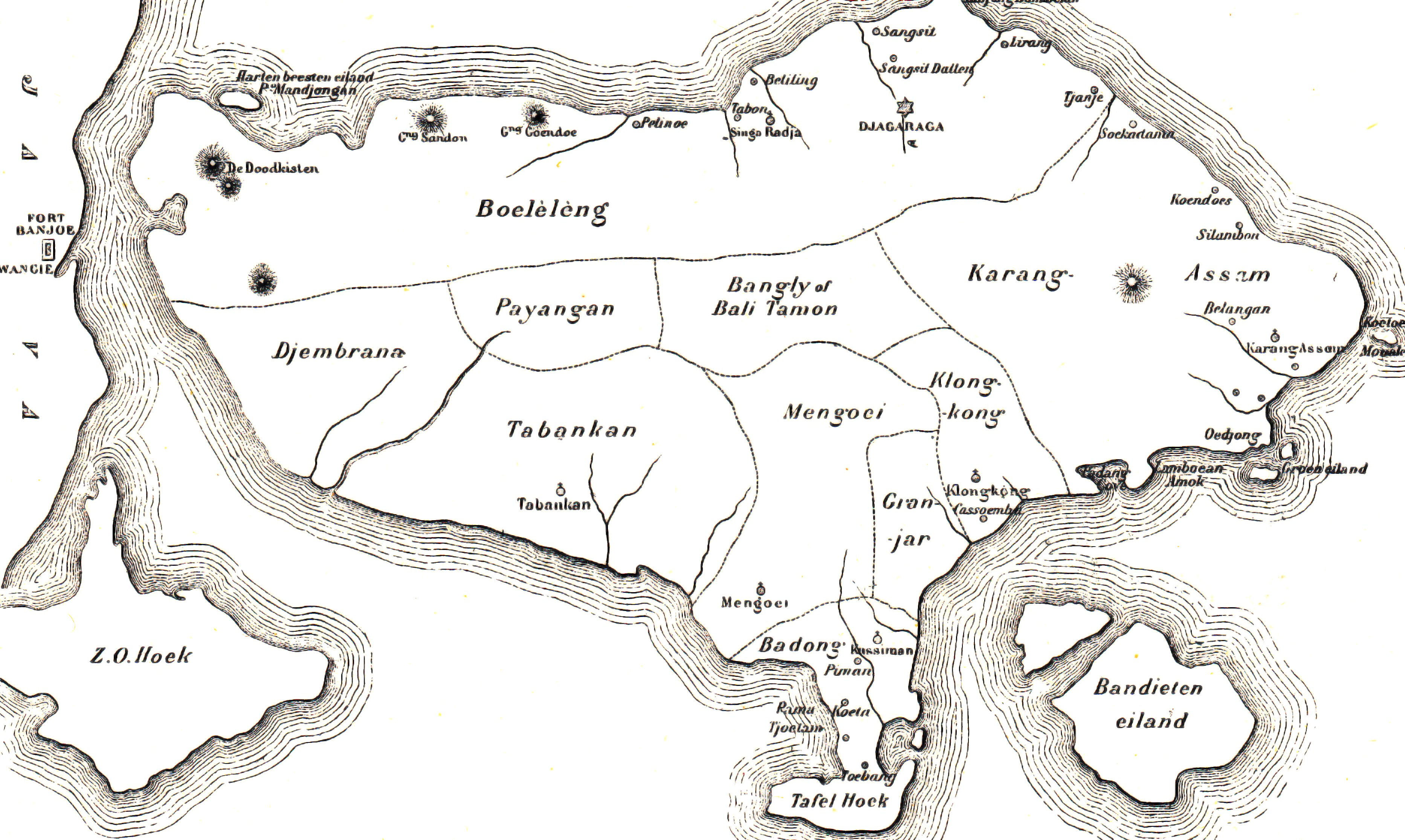
Carte des Neuf Royaumes

En 1651, Gelgel s'effondra à cause de querelles internes. La cour fut déplacée à Klungkung et les souverains portèrent désormais le titre de Dewa Agung. Ils n'arrivèrent pas à avoir un contrôle sur l'île, alors divisée en neuf cours : Klungkung, Buleleng, Karangasem, Mengwi, Badung, Tabanan, Gianyar, Bangli et Jembrana. Ces cours mineures se firent la guerre jusqu'à l'arrivée des Néerlandais au XIXe siècle.

## Prise de contrôle par les Pays-Bas
En 1597, une première expédition menée par Cornelis de Houtman arriva à Bali. Une seconde, menée par Jacob van Heemskerk, arriva en 1601. Un accord de libre-échange fut conclu. Mais, mal interprété, il fut compris par les Pays-Bas comme l'allégeance de Bali à la Compagnie néerlandaise des Indes orientales.
Tout d'abord plutôt indifférents à l'île, les Néerlandais s'y intéressèrent à partir du XIXe siècle alors qu'ils commençaient à prendre méthodiquement le contrôle de l'Indonésie. S'ensuivirent plusieurs expéditions de conquêtes, un royaume mineur après l'autre jusqu'en 1906. L'offensive finale contre Klungkung eut lieu en 1908 sous le prétexte de sécuriser le monopole de l'opium et Bali fut intégrée aux Indes orientales néerlandaises.